# Wasserwerkstatt
Die Wasserwerkstatt ist ein Begriff aus dem Handwerk der Gerberei.
Er bezeichnete ursprünglich einen direkt am Wasser gelegenen Arbeitsbereich, der nicht zwingend auf dem Grundstück der Gerberei liegen musste. Seit dem 18. Jahrhundert wurde der Begriff Wasserwerkstatt zum Synonym für alle Tätigkeiten und Prozessschritte vor dem eigentlichen Gerbvorgang. Auch hierbei spielt der Einsatz von fließendem Wasser eine Hauptrolle.

## Voraussetzungen
Ein Gerber benötigt für seine tägliche Arbeit Wasser in großen Mengen und in guter Qualität. Wasser mit hohen Härtegraden ist für die Gerberei ungeeignet. Grundwasser und Oberflächenwasser aus Bächen und Kanälen sind die am häufigsten genutzten Wasserarten, aus diesem Grund befanden sich Gerberwerkstätten stets in Stadtvierteln, die unmittelbar an Bächen, offenen Wassergräben oder Flussläufen liegen.

## Arbeitsgänge in der Wasserwerkstatt

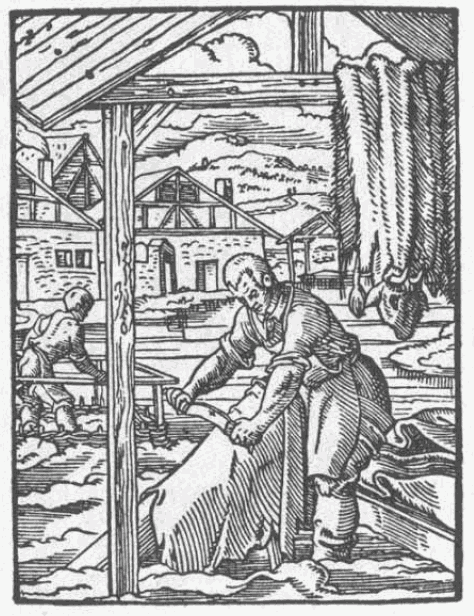
Enthaaren und Entfleischen auf dem Gerberbaum (Einblattdruck, 1568)

Die von Fellhändlern, Abdeckern oder Metzgern angekauften Tierhäute und Felle werden im Fachjargon grüne Häute bezeichnet und bedürfen zunächst einer gründlichen Reinigungsprozedur.
Folgende Arbeitsgänge wurden in einer klassischen Gerberei in der Wasserwerkstatt ausgeführt:
- Weichen – beim Weichen im Wasser sind die Felle/Häute von Blut und Schmutz zu reinigen, Salz und ähnliche Konservierungsmittel wurden entfernt. Die löslichen Eiweiße aus der Haut werden aufgelöst. Die Häute sollen wieder in den Zustand ihrer natürlichen Fülle und Geschmeidigkeit gebracht werden.
- Haarlockerung – die Äschermethode ist ein altes Haarlockerungsverfahren. Früher wurde dabei, neben Kalk, Holzasche eingesetzt, deshalb der Name Äschern. Bei traditionellen Haarlockerungsmethoden bis zum zweiten Drittel des 19. Jahrhunderts fand ausschließlich Kalk Verwendung. Beim Schwöden trug man einen dicken, aus haarlockernd wirkenden Chemikalien bestehenden Brei auf die Häute und Felle auf. Das Schwöden eignet sich besonders, wenn wertvolle Haare, beispielsweise die Schafwolle, möglichst unbeschädigt gewonnen werden sollten.
- Wässern – das Entfernen der Rückstände vom Äschern oder Schwöden erfolgte durch stundenlanges Spülen in fließendem Wasser.
- Enthaaren – die gespülten Felle oder Häute konnten nun auf der Oberseite manuell enthaart werden, die Felle wurden auf den Gerberbaum gelegt und vom Gerber mit dem Schereisen, dem Schermesser und dem Scherdegen bearbeitet.
- Entfleischen – auch die Unterseite der Felle/Häute musste bearbeitet werden, hierzu wurde das zuvor enthaarte Stück gewendet und die anhaftenden Faserreste wurden abgeschabt.
- Entkalken – es diente dem restlosen Beseitigen der beim Äschern oder Schwöden in die tieferen Hautschichten eingedrungenen Rückstände.
- Beizen – beim Beizen wird die Lederhaut aufgelockert und für die Aufnahme des Gerbstoffes vorbereitet.
- Streichen – in der Oberhaut verbliebene Haarwurzeln, Haarpigmente, Grundhaare und Fettstoffe lassen sich durch Auswaschen oder Spülen allein nicht entfernen. Im Handwerksbetrieb erfolgt das Streichen der Häute mittels Streicheisen auf dem Gerberbaum.
- Schwellen, Quellen und Beizen – mechanische und chemische Arbeitstechniken, sie dienen dem größtmöglichen Aufschließen der Hautporen.

Damit waren die vorbereitenden Arbeiten an den Häuten abgeschlossen; die in der Wasserwerkstatt vorbereiteten Häute nennt man im Fachjargon Blößen.
In der industriellen Gerberei der Gegenwart übernehmen Maschinen eine ganze Reihe dieser Arbeitsschritte.

## Fotos aus Gerbereimuseen

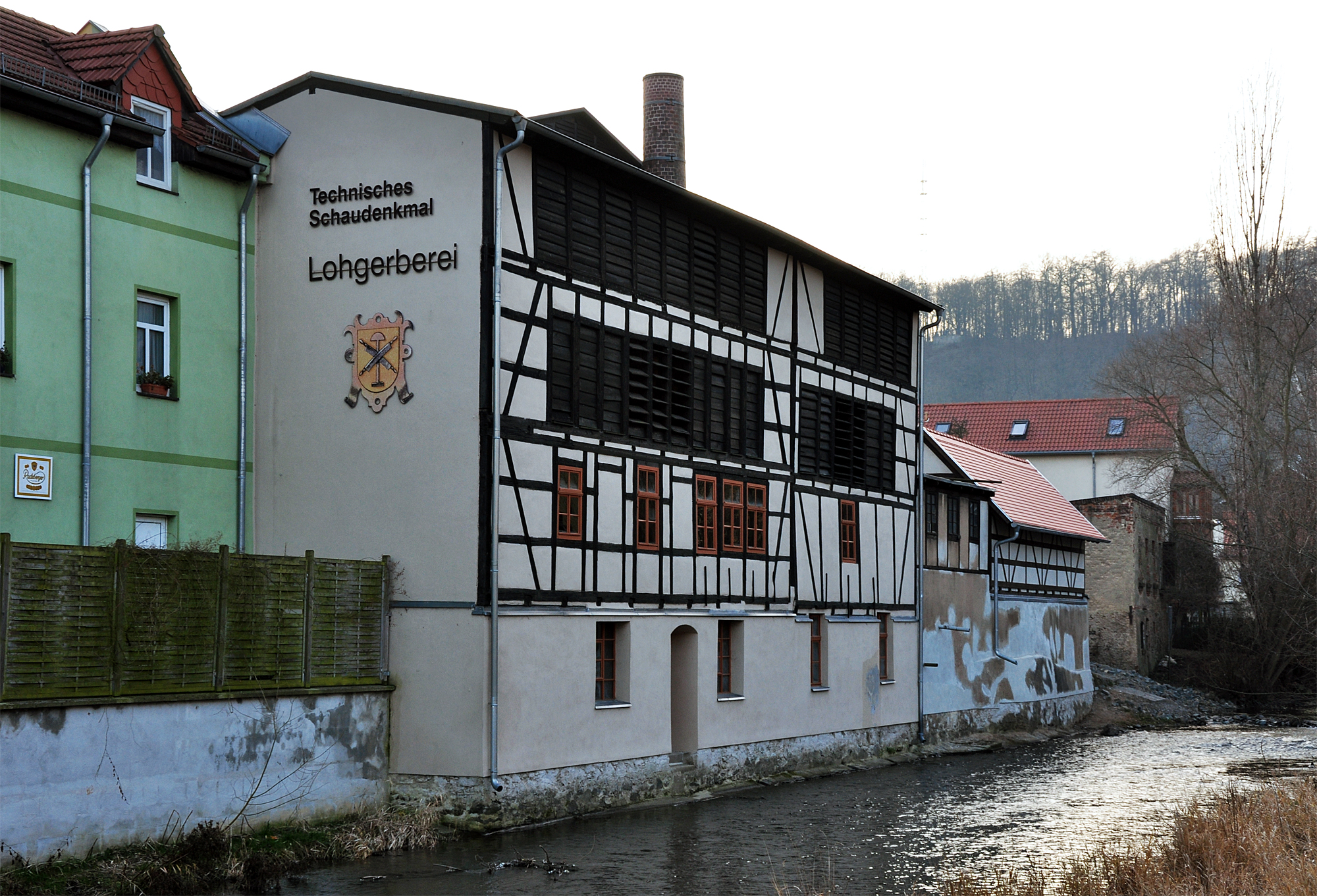
Die Tür zur Wasserwerkstatt ist noch vorhanden (Weida/Thüringen)
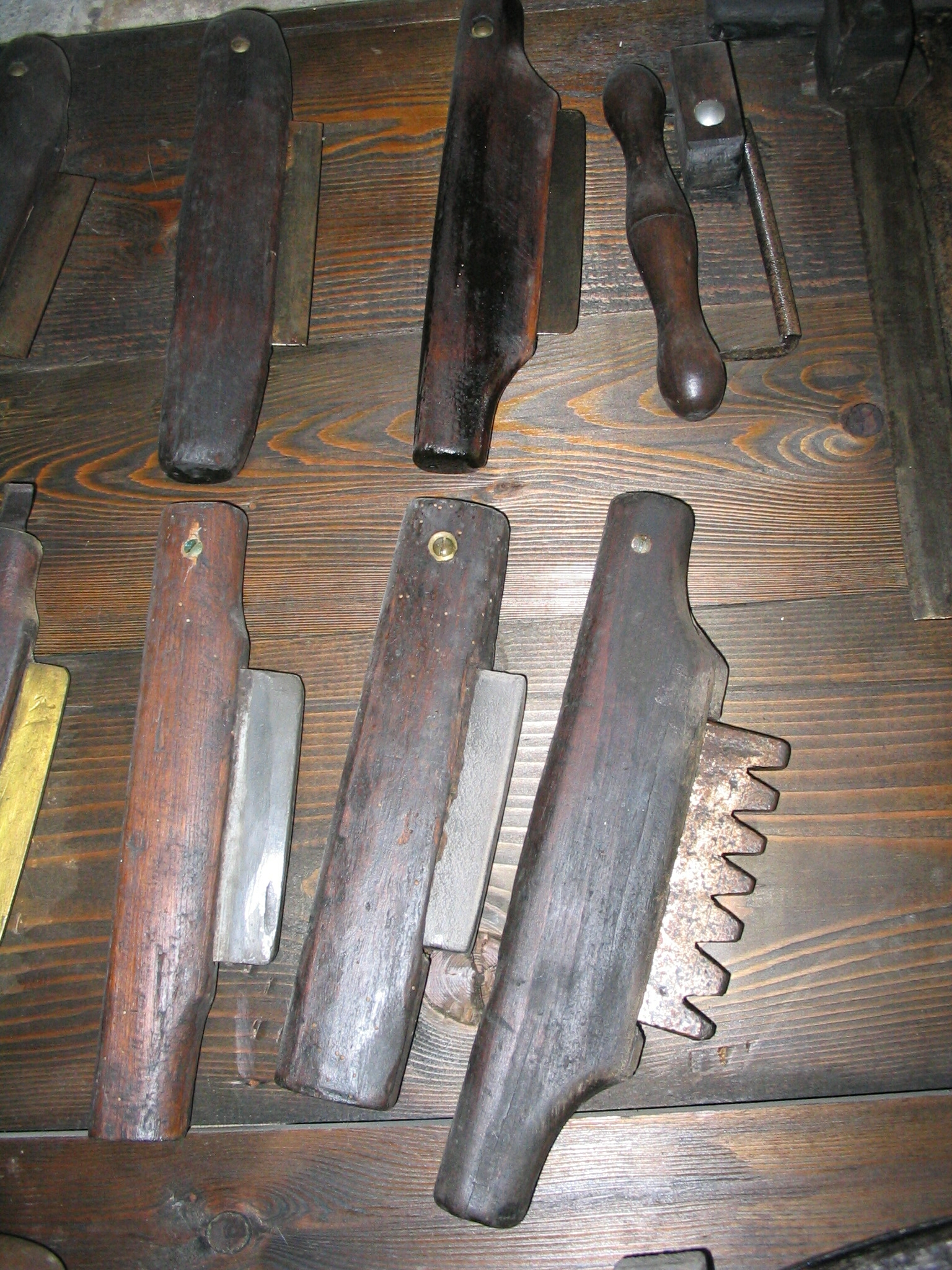
Verschiedene Werkzeuge / Felleisen (Hagen/Westfalen)
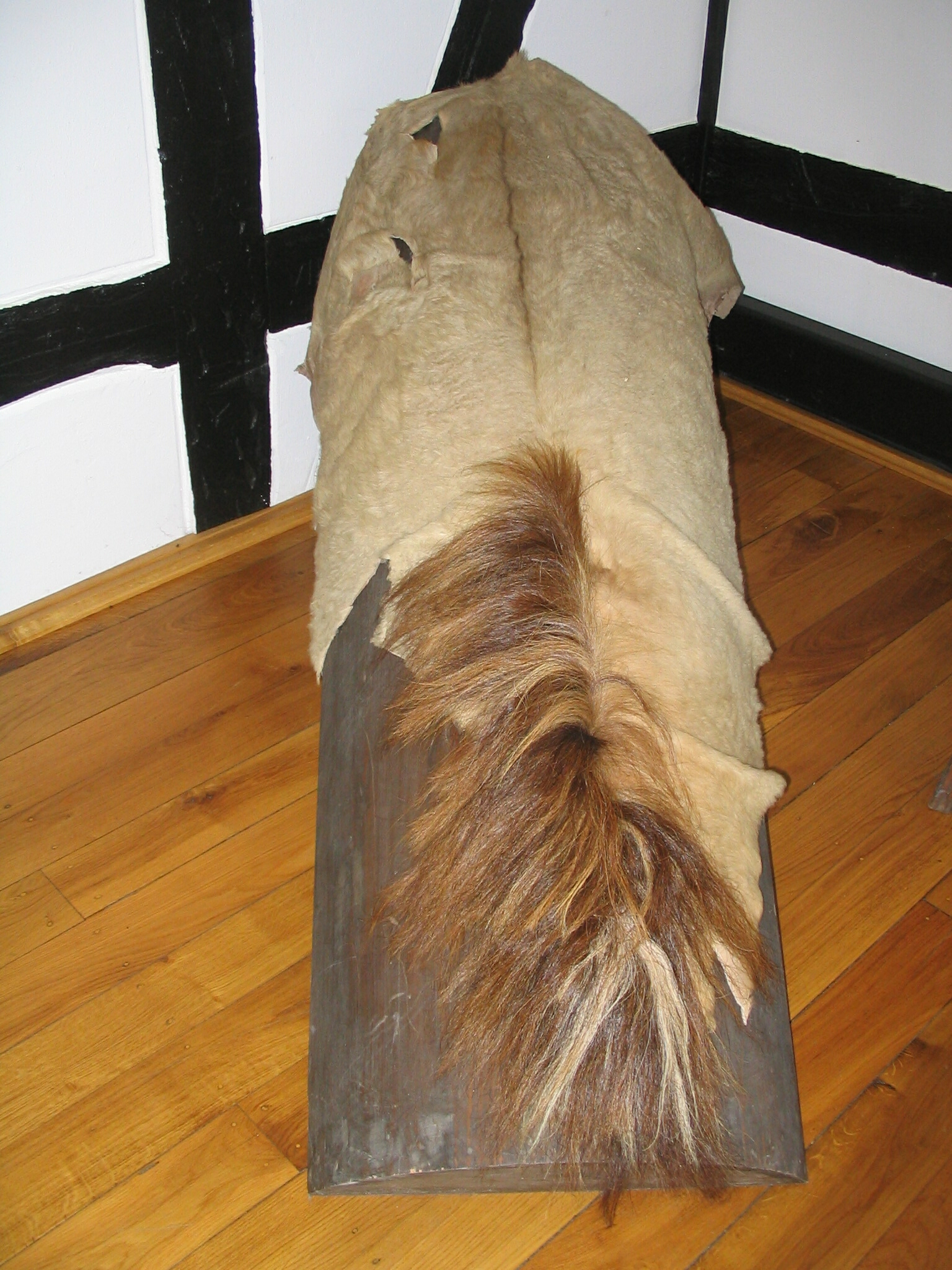
Bereits teilweise enthaartes Fell auf dem Gerberbaum (Hagen/Westfalen)
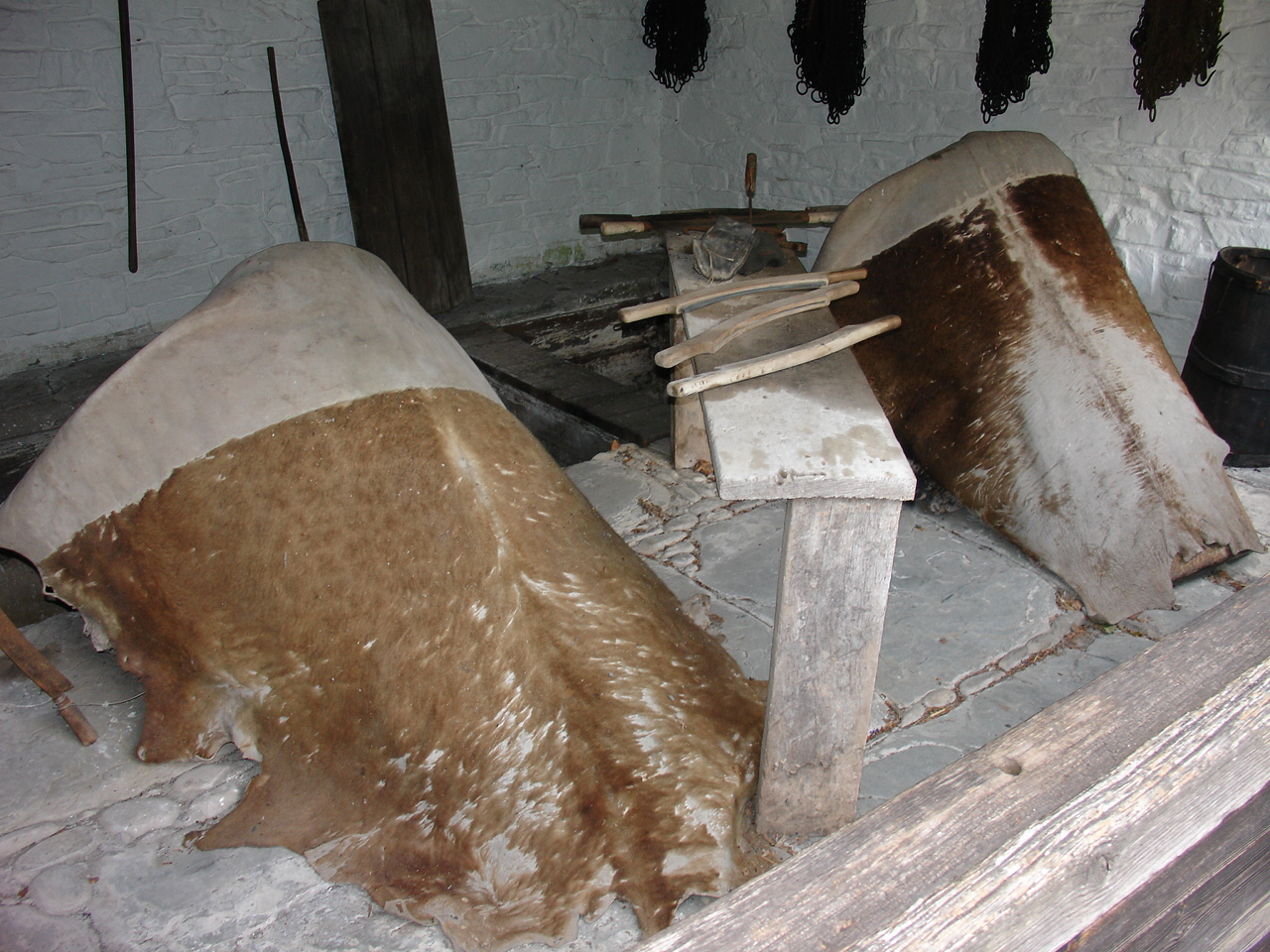
Wasserwerkstatt in einer walisischen Gerberei (St. Fagans)

## Schauanlage Dippoldiswalde
Das Museum der Stadt Dippoldiswalde bei Dresden befindet sich auf dem Gelände der ehemaligen Gerberei Ulbrich. Gezeigt wird eine alte Lohgerberwerkstatt als ruhende Schauanlage, die Werkstatträume sind weitgehend originalgetreu und funktionsfähig, entsprechend dem technologischen Entwicklungsstand Ende des 18. Jahrhunderts eingerichtet.

„Im Erdgeschoß findet man in einem überwölbten Raum mit Wasserrinne die Wasserwerkstatt mit 4 Äschern und im Nachbarraum die 55 m² große Gerberei mit 11 Gruben. Werkzeuge und Ausrüstungen, wie Äscherzangen, Schereisen, Scherdegen, Gerberbaum, Ablagebock und Heizkessel vervollständigen das Milieu dieser Räume. Die Gerbgruben sind teilweise mit Versätzen gefüllt. Der Fußboden beider Produktionsräume des Erdgeschosses ist mit Sandsteinplatten ausgelegt. Im Fußboden angeordnete Rinnen dienten dem Abfluss von Flüssigkeiten. Aus den Gruben konnte die Lohbrühe durch Öffnungen am Boden in Kanäle des tonnengewölbten Kellers abgelassen werden.“

## Die Verbannung aus der Stadt
Die stets in großer Menge anfallenden organischen Reste lockten Fliegen, Ratten und anderes Ungeziefer an. Im Sommer gingen von Gerbereien die widerlichsten Gerüche aus. Die Stadtoberen sahen sich daher genötigt, die Werkstätten der Gerber aus der (ummauerten) Stadt zu verbannen, sie durften ihr ehrenhaftes, aber anrüchiges Handwerk nur noch in gewerblichen Vorstätten oder im Weichbild der Stadt ausüben.

## Sprichwort
Auf ein gelegentliches Missgeschick der Gerber beim Arbeiten in der Wasserwerkstatt zielt der sprichwörtliche Rat:
„Lass dir nicht die Felle davonschwimmen!“